# Jelení bučina
Jelení bučina je přírodní rezervace poblíž obce Ludvíkov v okrese Bruntál. Důvodem ochrany je různověký smíšený lesní porost (klenosmrková bučina Bažantová) v nadmořské výšce 800–930 metrů. 